# Sebelet
Sebelet is een bestuurslaag in het regentschap Lebong van de provincie Bengkulu, Indonesië. Sebelet telt 278 inwoners (volkstelling 2010).